# Свеча (Наровлянский район)
Свеча (бел. Свяча́) — деревня в Головчицком сельсовете Наровлянского района Гомельской области Беларуси.

## География

### Расположение
В 28 км на юго-запад от Наровли, 17 км от железнодорожной станции Ельск (на линии Калинковичи — Овруч), 200 км от Гомеля.

### Гидрография
На юге, востоке и севере мелиоративные каналы, соединённые с рекой Желонь (Мухоедовский канал).

## Транспортная сеть
Транспортные связи по просёлочной, а затем автодороге Гажин — Бук. Планировка состоит из прямолинейной широтной улицы. Застроена двусторонне деревянными домами усадебного типа.

## История
По письменным источникам известна с XIX века как деревня в Наровлянской волости Речицкого уезда Минской губернии. В 1931 году жители вступили в колхоз, работала кузница. Во время Великой Отечественной войны 25 жителей погибли на фронте. Согласно переписи 1959 года в составе совхоза «Дружба» (центр — деревня Демидов). Располагались клуб, участок по добыче торфа.

## Население

### Численность
- 2004 год — 28 хозяйств, 66 жителей.

### Динамика
- 1897 год — 73 жителя (согласно переписи).
- 1908 год — 14 дворов.
- 1959 год — 203 жителя (согласно переписи).
- 2004 год — 28 хозяйств, 66 жителей.